# Tilletia thirumalacharii
Tilletia thirumalacharii är en svampart som beskrevs av Gandhe 1999. Tilletia thirumalacharii ingår i släktet Tilletia och familjen Tilletiaceae.   Inga underarter finns listade i Catalogue of Life.